# كيربي (سلسلة)
كيربي (بالإنجليزية: Kirby)‏ هي سلسلة ألعاب فيديو من نوع أكشن-منصات تم تطويرها بواسطة هال لابوراتوري ونشرتها نينتندو. تدور أحداث المسلسل حول مغامرات بطل فضائي شاب وردي اللون يُدعى كيربي وهو يقاتل لإنقاذ منزله على كوكب البوبستار البعيد من مجموعة متنوعة من التهديدات. غالبية الألعاب في السلسلة عبارة عن منصات للتمرير الجانبي مع حل الألغاز وعناصر الفوز. كيربي لديه القدرة على استنشاق الأعداء والأشياء في فمه، وبصقها كقذيفة أو أكلها. إذا كان يأكل أشياء معينة، فيمكنه اكتساب صلاحيات أو خصائص هذا الشيء الذي يظهر كسلاح جديد أو قوة تسمى قدرة النسخ. تهدف السلسلة إلى أن تكون سهلة الالتقاط واللعب حتى للأشخاص الذين ليسوا على دراية بألعاب الحركة، بينما تقدم في نفس الوقت تحديًا وعمقًا إضافيًا للاعبين الأكثر خبرة للعودة إليها.
تتضمن سلسلة كيربي ما مجموعه أكثر من ثلاثين لعبة، وقد باعت أكثر من 38 مليون وحدة في جميع أنحاء العالم، مما يجعلها في أفضل 50 امتيازًا لألعاب الفيديو مبيعًا على الإطلاق.

## نظرة عامة
بطل الرواية الرئيسي الذي يحمل الاسم نفسه للمسلسل هو مخلوق صغير كروي وردي يبلغ طوله 8 بوصات اسمه كيربي يقيم على كوكب بعيد على شكل نجمة يسمى بوبستار في بلد دريم لاند. الكثير من أرض الأحلام يسودها الهدوء ويعيش أهلها حياة هادئة وخالية من الهموم. ومع ذلك، عندما يتم تحطيم السلام في دريم لاند من التهديدات، سواء الأرضية أو خارج الأرض، فإن الأمر متروك لكيربي ليصبح محاربًا شجاعًا وينقذ منزله. على الرغم من شخصيته الشابة والهادئة، يمتلك كيربي العديد من القدرات المذهلة، مثل القدرة على استنشاق الأشياء والأعداء، وامتصاصهم في فمه الممدود مع اختيار بصقهم بالقوة، أو أخذ ممتلكاتهم عندما يبتلع أعداءه. نسخ قدراتهم، والتحول إلى أشكال جديدة واكتساب صلاحيات جديدة؛ مثل استنشاق النار، أو استخدام السيف، أو إطلاق الشرر في كل اتجاه، أو مهاجمة الأعداء بقتال مباشر باليد.
تظهر العديد من الشخصيات المتكررة خلال المسلسل على حد سواء الحلفاء والأعداء. أكثرها شيوعًا هو كينغ ديديدي، طائر شبيه بالبطريق الأزرق الشرير وحاكم أرض الأحلام. ظهر كينغ ديديدي في كل لعبة من ألعاب كيربي باستثناء لعبة كيربي أند ذي أميزينغ ميررور. غالبًا ما تقود طبيعة كينغ ديديدي الأنانية به هو وكيربي إلى الصدام، لكنه أحيانًا يتعاون مع كيربي عندما يظهر تهديد أكبر. شخصية رئيسية أخرى في السلسلة هي ميتا نايت الغامض، وهو رجل مقنع شهم يرغب في أن يقاتل يومًا ما أقوى محارب في المجرة ويقود مجموعة من المحاربين المتشابهين في التفكير. في أي وقت مبارزة هو وكيربي، سيعرض دائمًا على كيربي سيفًا مسبقًا حتى تكون المعركة عادلة. في حين أن وجهه الحقيقي يشبه كيربي، فإن علاقته الدقيقة مع كيربي تظل لغزا.
ألعاب كيربي الرئيسية هي منصات الحركة الجانبية. يجب على كيربي الركض والقفز ومهاجمة الأعداء أثناء عبور عدد من المناطق وحل الألغاز ومحاربة الرؤساء على طول الطريق. أحد الأشياء التي تميز كيربي هو قدرة كيربي على تضخيم نفسه بلمسة من الهواء والطيران. في معظم الألعاب، يمكنه القيام بذلك للمدة التي يحبها، ومع ذلك، فإن خيارات هجومه محدودة أثناء القيام بذلك.
غالبًا ما تحتوي ألعاب كيربي على عدد من العناصر المخفية التي إما تفتح المزيد من أجزاء اللعبة أو تكون حوافز بسيطة لجمعها، وعادةً ما تكون مطلوبة لتحقيق اكتمال بنسبة 100٪ في اللعبة. عادة ما تتعلق هذه العناصر الخاصة بمخطط اللعبة، وغالبًا ما تستخدم لإنشاء سلاح خاص مطلوب لهزيمة الرئيس النهائي. في بعض الألعاب، يكون السلاح الخاص اختياريًا ويمكن استخدامه في اللعبة بانتظام بعد هزيمة الزعيم الأخير به. ظلت هذه العناصر ثابتة طوال معظم السلسلة، مع كل لعبة لها تطورها الفريد للتأثير على طريقة اللعب.
يشمل عالم بوبستار الخيالي للألعاب العديد من المناطق ذات المناخات والتضاريس المختلفة، والتي تعد موطنًا للعديد من المخلوقات المختلفة. تتميز كل لعبة بمناطق محددة بشكل فريد، ولكن جميع الألعاب تتميز بمواقع نموذجية مثل الجبال النارية والمروج المفتوحة والمناطق المليئة بالمياه أو المغمورة وحقول الجليد الجليدية والأماكن المماثلة القائمة على الطبيعة.
هناك أيضًا العديد من الألعاب الفرعية في السلسلة، والتي تتضمن مجموعة متنوعة من أنواع الألعاب المختلفة مثل الكرة والدبابيس، والألغاز، والسباقات، ولعبة تعتمد على تقنية مستشعر الحركة. يستفيد عدد من هذه الألعاب الجانبية من مظهر كيربي الدائري الذي يشبه الكرة.

## الألعاب
| 1992 | كيربيز دريم لاند            |
| 1993 | كيربيز أدفانتشر             |
| 1993 | كيربيز بينبول لاند          |
| 1994 | كيربيز دريم كورس            |
| 1995 | كيربيز أفالانتش             |
| 1995 | كيربيز دريم لاند 2          |
| 1995 | كيربيز بلوك بول             |
| 1996 | كيربي سوبر ستار             |
| 1997 | كيربيز ستار ستاكر           |
| 1997 | كيربيز دريم لاند 3          |
| 1998 | كيربيز سوبر ستار ستاكر      |
| 1999 |                             |
| 2000 | كيربي 64: ذا كريستال شاردز  |
| 2000 | كيربي تيلتن تامبل           |
| 2001 |                             |
| 2002 | كيربي: نايتمير إن دريم لاند |
| 2003 | كيربي آير رايد              |
| 2004 | كيربي أند ذي أميزينغ ميررور |
| 2005 | كيربي: كانافاس كرس          |
| 2006 | كيربي: سكويك سكواد          |
| 2007 |                             |
| 2008 | كيربي سوبر ستار ألترا       |
| 2009 |                             |
| 2010 | كيربيز إيبك يارن            |
| 2011 | كيربي ماس أتاك              |
| 2011 | كيربيز ريترن تو دريم لاند   |
| 2012 | كيربيز دريم كولكشن          |
| 2013 |                             |
| 2014 | كيربي: تربل ديلوكس          |
| 2014 | كيربي فايترز ديلوكس         |
| 2014 | ديديز درم داش ديلوكس        |
| 2015 | كيربي أند ذا رينبو كرس      |
| 2016 | كيربي: بلانيت روبوبوت       |
| 2017 | تيم كيربي كلاش ديلوكس       |
| 2017 | كيربيز بلوأوت بلاست         |
| 2017 | كيربي باتل رويال            |
| 2018 | كيربي ستار آلايس            |
| 2019 | كيربيز إكسترا إيبك يارن     |
| 2019 | سوبر كيربي كلاش             |
| 2020 | كيربي فايترز 2              |

### عقد 1990
تم إصدار اللعبة الأولى في سلسلة كيربي، كيربيز دريم لاند للعبة غيم بوي الأصلية، في اليابان في أبريل 1992 ولاحقًا في أمريكا الشمالية في أغسطس من ذلك العام. لعبة بسيطة، تتكون من خمسة مستويات، قدمت قدرة كيربي على استنشاق الأعداء والأشياء. تحتوي اللعبة على وضع صعب غير قابل للفتح، يُعرف باسم «اللعبة الإضافية»، والذي يتميز بأعداء أقوى ورؤساء أكثر صعوبة. أظهرغلاف اللعبة في أمريكا الشمالية صورة كيربي بيضاء، على الرغم من أن غلاف اللعبة الياباني كان له اللون الوردي الصحيح.
تم إصدار اللعبة الثانية، كيربيز أدفانتشر، في أمريكا الشمالية في مايو 1993. وأعطت كيربيز أدفانتشر القدرة على اكتساب قوى خاصة عندما أكل أعداء معينين، تسمى كوبي أبيلتي؛ تحتوي اللعبة على 25 لعبة مختلفة لاستخدامها. حلت هذه القوى محل استنشاق كيربي ويمكن استخدامها حتى أصيب كيربي بضرر تسبب في إسقاط القدرة، أو تخلى اللاعب عنها طواعية للحصول على واحدة أخرى. باعتبارها واحدة من آخر الألعاب التي تم إنشاؤها لنظام نينتندو إنترتينمنت سيستم، تتميز كيربيز أدفانتشر برسومات وصوت متقدمين دفعت قدرات الجهاز إلى أقصى الحدود، بما في ذلك التأثيرات ثلاثية الأبعاد الزائفة في بعض المراحل. أعيد إصدارها في عام 2002 على غيم بوي أدفانس، والذي أعيد تسميته كيربي: نايتمير إن دريم لاند، ويضم رسومات وصوتًا محدثًا ودعمًا متعدد اللاعبين والقدرة على اللعب بشخصية ميتا نايت.
بعد كيربيز أدفانتشر، تلقت سلسلة كيربي عددًا من الألعاب الفرعية. تم إصدار كيربيز بينبول لاند في نوفمبر 1993، وهي لعبة الكرة والدبابيس التي تتميز كيربي بدور الكرة والدبابيس. تم إصدار كيربيز دريم كورس في أمريكا الشمالية في فبراير 1995، وهي لعبة تعتمد على الجولف وتتميز بتصميم رسومي متساوي القياس. تم إصدار كيربيز أفالانتش في فبراير 1995 في أمريكا الشمالية وأوروبا، وهي لعبة ألغاز، وهي نسخة غربية من اللعبة اليابانية بويو بويو.
كيربيز دريم لاند 2، الذي تم إصدارها في اليابان وأمريكا الشمالية في مارس 1995، جلب قدرات النسخ من كيربيز أدفانتشر إلى نظام محمول باليد، ولكن بسبب قيود النظام خفض عدد القدرات إلى سبعة. قدمت اللعبة ثلاثة رفقاء للحيوانات: ريك الهامستر، كوو البومة، وكين سمكة المحيط. يغير الاقتران مع أي من هؤلاء الثلاثة كيفية عمل قدرات كيربي. كان من المقرر إعادة تصميم اللعبة لـ غيم بوي كولر باسم كيربيز دريم لاند 2 دي إكس، ولكن تم إلغاؤها.
تعد لعبة كيربيز بلوك بول، التي تم إصدارها في نوفمبر 1995 في أمريكا الشمالية، نسخة مختلفة من لعبة بريك أوت، والتي تتميز بمستويات متعددة، وبعض قدرات النسخ من كيربي، والعديد من الأعداء في معارك زعماء فريدة.
تم إصدار كيربي سوبر ستار، المعروف باسم هوسشي نو كيربي سوبر ديلوكس في اليابان وكيربيز فان بام في أوروبا، في أمريكا الشمالية في سبتمبر 1996. يتكون كيربي سوبر ستار من ثماني ألعاب منفصلة، ويتميز بالعديد من الشخصيات والقدرات التي لم تظهر منذ ذلك الحين في السلسلة. تتميز اللعبة بـ «Helpers المساعدون»، والتي يمكن إنشاؤها عن طريق التضحية بالقدرة المستخدمة، لمساعدة اللاعب على إرسال الأعداء.
في عام 1996، تم إصدار سلسلة ألعاب صغيرة كيربي، لعبة كيربيز توي بوكس، عبر نظام البث عبر الأقمار الصناعية St.GIGA من أجل ساتيلافيو. تم تحديد تاريخ بث فريد لهذه الألعاب المصغرة. تضمنت الألعاب المصغرة لعبة أرينج بول وبول راللي وبيسبول وكانونبول وغرو غرو بول هوشي كوزوشي وباتشينكو وبينبول.
تم إصدار كيربيز ستار ستاكر في عام 1997، وهي لعبة ألغاز تتضمن لمس اثنين أو أكثر من الكتل المتشابهة معًا والتي لديها أصدقاء كيربي من الحيوانات. تلقت اللعبة تكملة على سوبر فاميكوم في عام 1998 في اليابان باسم كيربي نو كايراكايرا كيززو.
كيربيز دريم لاند 3، الذي صدر في نوفمبر 1997 في أمريكا الشمالية، هو تكملة مباشرة لـ كيربيز دريم لاند 2، حيث ظهر في عودة أصدقاء الحيوانات من كيربي. على غرار كيربيز دريم لاند 2، يتميز كيربيز دريم لاند 3 ببعض قدرات النسخ التي تم تعديلها عندما اقترن كيربي بأحد أصدقائه من الحيوانات الستة. كان للعبة خيار متعدد اللاعبين حيث يتحكم اللاعب الثاني في شخصية غووي، وهي شخصية متكررة. الخصم هو دارك ماتر، وإذا تم استيفاء شروط معينة، فقد حارب زيرو باعتباره الرئيس النهائي الحقيقي. كان للعبة أسلوب فريد من نوعه في الرسم بالباستيل واستخدمت التردد لتحسين الأداء البصري.

### عقد 2000
أول لعبة تحتوي على رسومات ثلاثية الأبعاد في سلسلة كيربي، كيربي 64: ذا كريستال شاردز، تم إصدارها على نينتندو 64 في أمريكا الشمالية في يونيو 2000. تتميز اللعبة بنظام قدرة مركب يسمح لاثنين من القدرات السبع في اللعبة يتم دمجها، مما يجعل قدرة مركبة جديدة. كما أنه يمثل أول مثال يمكن تشغيله للملك ديديدي، حيث كانت أقسام من بعض المراحل يركب كيربي على الظهر بينما يهاجم الملك ديديدي الأعداء والعقبات بمطرقته. تعتبر متابعة مباشرة لـ كيربيز دريم لاند 3 بسبب عودة ظهور دارك ماتتر والرئيس النهائي، وإن كان في شكل مختلف، يسمى 02 (زيرو تو). كما تضمنت ثلاثة ألعاب صغيرة لأربعة لاعبين.
اللعبة التالية في سلسلة كيربي، أصبحت كيربي تيلتن تامبل واحدة من أولى ألعاب نينتندو القائمة على مستشعر الحركة في أغسطس 2000. يُطلب من اللاعبين إمالة غيم بوي كولر لتحريك كيربي على الشاشة. إن تحريك غيم بوي كولر سريعًا لأعلى سيجعل كيربي يقفز في الهواء. كيربي تيلتن تامبل هي لعبة كيربي الوحيدة التي تتمتع بلون خرطوشة خاص (وردي شفاف) في أمريكا الشمالية.
تم إصدار لعبة كيربي آير رايد الوحيدة لـ نينتندو غيم كيوب، صدرت في أمريكا الشمالية في أكتوبر 2003. إنها لعبة سباق تنحرف بشكل كبير عن ألعاب كيربي الأخرى، على الرغم من أنها لا تزال تعرض سلسلة من العناصر الأساسية بما في ذلك الأعداء وقدرات النسخ.
خلال موسم الأعياد لعام 2003، تم إصدار بطاقة قارئ إلكتروني كيربي لـ غيم بوي أدفانس. تم إصدار البطاقة تحت اسمين، كيربي سلايد وكيربي بازل. تمرير البطاقة سيسمح بلعب لعبة ألغاز منزلقة من بطولة كيربي. تم توزيع البطاقات في متاجر تويز آر أص وفي إصدارات ديسمبر 2003 من نينتندو باور أند تيبز أند تريكز. تم إصدار اللعبة للإعلان عن الدبلجة الإنجليزية لـ كيربي: رايت باك أت يا!
تم إصدار كيربي أند ذي أميزينغ ميررور في أكتوبر 2004 على غيم بوي أدفانس. إنها اللعبة الثانية التي يتم إصدارها على هذا النظام، بعد كيربي: نايتمير إن دريم لاند. إنه يتميز بـ كيربي بتنسيق مترويدفينيا، حيث تكون جميع المستويات مترابطة ويمكن إكمالها بأي ترتيب. كان الهاتف داخل اللعبة فريدًا أيضًا، والذي يمكن استخدامه لاستدعاء ما يصل إلى ثلاث نسخ إضافية من كيربي لمحاربة الأعداء وحل الألغاز.
اللعبة التالية في السلسلة هي كيربي: كانافاس كرس، التي تم إصدارها على نينتندو دي أس في اليابان في 24 مارس 2005، أمريكا الشمالية في 13 يونيو 2005، أوروبا في 25 نوفمبر 2005 تحت اسم كيربي باور باينتبرش، وأستراليا في 6 أبريل 2006. على عكس معظم ألعاب كيربي السابقة، لا يتحكم اللاعب مباشرة في كيربي باستخدام دي باد أو عصا تحكم أو أزرار أو أزرار كتف. بدلاً من ذلك، يعد كيربي كرة عاجزة، ولا يمكنه التحرك إلا عندما يكتسب زخمًا، ويقوم اللاعب برسم المسارات باستخدام القلم لتوجيه حركته.
تبع ذلك كيربي: سكويك سكواد (بعنوان كيربي: ماوس أتاك في أوروبا) في أواخر عام 2006، أيضًا على نينتندو دي أس، الذي أعاد إحياء طريقة لعب كيربي التقليدية واشتغل في استخدام شاشة اللمس لتخزين العديد من العناصر وقدرات النسخ في معدة كيربي. يمكن العثور على مخطوطات القدرة التي كانت بمثابة ترقيات لكل قدرة، مما يمنحهم حركات إضافية و / أو وظائف محسّنة. كما تم تقديم إمكانية النسخ غير القابلة للفتح.
كيربي سوبر ستار ألترا، أُعلن عن نينتندو دي إس في أوائل خريف 2007 وتم إصداره في 22 سبتمبر 2008 في أمريكا الشمالية، هو نسخة جديدة من كيربي سوبر ستار. بالإضافة إلى تسع ألعاب من كيربي سوبر ستار، تمت إضافة سبع ألعاب جديدة. تتميز برسومات محدثة ومشاهد مقطوعة مسبقًا وخريطة على شاشة اللمس.

### عقد 2010

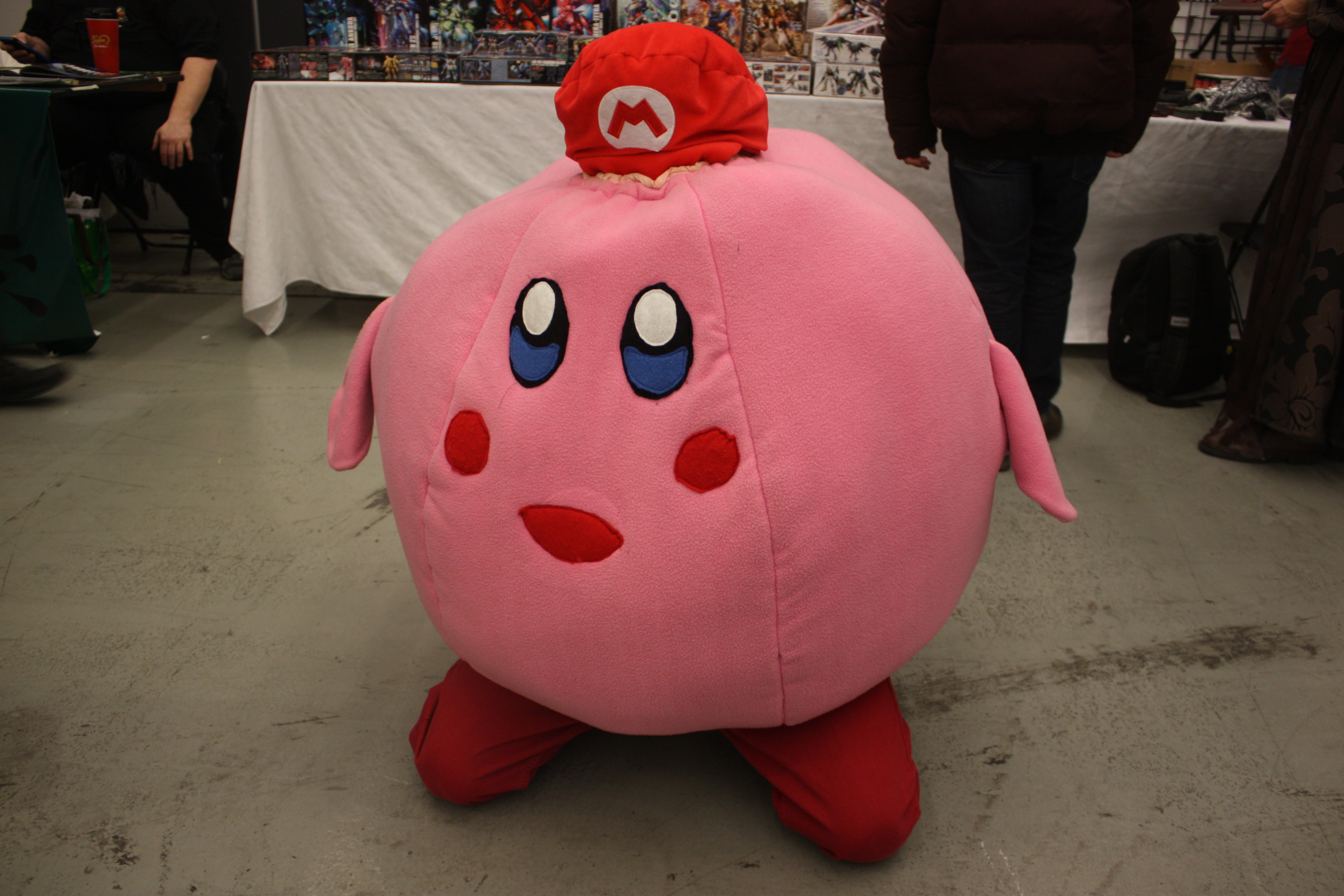
كوسبلاي كيربي في دور ماريو في عام 2014.

كان يُعتقد أن لعبة منصات كيربي غير المعنونة التي كان من المقرر إطلاقها في الأصل على غيم كيوب قد تم إلغاؤها لبعض الوقت قبل إعادة الإعلان عنها لجهاز وي. على الرغم من الإعلان عن إصدار كيربيز إيبك يارن وإصداره لجهاز وي في عام 2010، إلا أنه كان مشروعًا مختلفًا عن اللعبة غير المعنونة، والتي عادت في يناير 2011 إلى الظهور بتصميم وزخرفة متغيرة. بدأت لعبة كيربيز إيبك يارن بالتطوير كلعبة أصلية بواسطة غود-فيل تسمى فلوف أوف يارن، ولكن تم منحها ترخيص كيربي بناءً على اقتراح نينتندو.
تم إصدار لعبة رابعة لـ دي أس في أمريكا الشمالية في 19 سبتمبر 2011، كيربي ماس أتاك. تتميز اللعبة بنسخ متعددة من كيربي في طريقة لعب قائمة على شاشة تعمل باللمس تذكرنا بألعاب مثل ليمينغز.
تم إصدار لعبة وي المذكورة أعلاه، كيربيز ريترن تو دريم لاند (بعنوان مبدئيًا كيربي وي) على وي في أمريكا الشمالية في 24 أكتوبر 2011، وعادت إلى طريقة لعب كيربي التقليدية والسماح لما يصل إلى أربعة لاعبين باللعب في وقت واحد. يمكن للاعبين 2-4 اختيار اللعب مثل ميتا نايت وكينغ ديديدي و / أو وادل ديي، لكل منهم قدرات مخصصة؛ يمكنهم أيضًا اللعب في شكل كربيز بألوان مختلفة والتي توفر قدرات نسخ الطاقة، أو كمزيج من الخيارات.
تم إصدار قرص مختارات خاص بـ وي يسمى كيربيز دريم كولكشن في 19 يوليو 2012 في اليابان وفي 16 سبتمبر 2012 في أمريكا الشمالية للاحتفال بالذكرى السنوية العشرين لـ كيربي. يتضمن ست ألعاب من التاريخ المبكر للمسلسل، وهي كيربيز دريم لاند وكيربيز أدفانتشر وكيربيز دريم لاند 2 وكيربي سوبر ستار وكيربيز دريم لاند 3 وكيربي 64: ذا كريستال شاردز. كما أن لديها مراحل التحدي الجديدة التي تعمل على محرك كيربيز ريترن تو دريم لاند (المعروفة في أوروبا وأستراليا باسم كيربيز أدفنشر وي)، وقسم تاريخ كيربي، والذي يتضمن ثلاث حلقات من هوشي نو كيربي (كيربي رايت باك أت يا! في أمريكا الشمالية). على غرار لعبة سوبر ماريو الذكرى الخامسة والعشرون في عام 2010، تم إصدار كتيب وموسيقى تصويرية تحتوي على موسيقى من الألعاب المختلفة في السلسلة جنبًا إلى جنب مع القرص.
في 1 أكتوبر 2013، تم الإعلان عن لعبة كيربي جديدة لجهاز نينتندو 3دي أس، سميت لاحقًا باسم كيربي: تربل ديلوكس. تم إصدار اللعبة في اليابان في 11 يناير 2014، في أمريكا الشمالية في 2 مايو 2014، في أوروبا في 16 مايو 2014، وفي أستراليا في 17 مايو 2014. وقد تضمنت حركة تمتد على أعماق مختلفة، حيث يمكن لـ كيربي التبديل بين المقدمة والخلفية. تضمنت وضع قتال متعدد اللاعبين يسمى «كيربي فايترز»، حيث يمكن للاعبين اختيار إحدى القدرات العشر المتاحة والقتال على مراحل ذات طابع معين، مع كون الفائز هو آخر كيربي يقف. كما تضمنت لعبة حركة تعتمد على الإيقاع من بطولة كينغ ديديدي. كان هناك أيضًا أكثر من 250 «سلسلة مفاتيح» في اللعبة لجمع تلك النقوش المتحركة المميزة من ألعاب كيربي السابقة بالإضافة إلى بعض النقوش المتحركة الأصلية المستندة إلى شخصيات من تربل ديلوكس. في أغسطس 2014، تم إصدار كيربي فايترز ديلوكس وديديديز درم داش ديلوكس (إصدارات محسّنة من الألعاب المصغرة في كيربي: تربل ديلوكس).
في معرض الترفيه الإلكتروني 2014، تم الإعلان عن لعبة جديدة لجهاز وي يو. اللعبة التي تحمل عنوان كيربي أند ذا رينبو كرس هي تكملة مباشرة لـ كيربي: كانافاس كرس وتتميز بأسلوب لعب مشابه. تم إصداره بواسطة نينتندو في 22 يناير 2015 في اليابان، 20 فبراير 2015 في أمريكا الشمالية، 8 مايو 2015 في أوروبا و 9 مايو 2015 في أستراليا.
في مارس 2016، خلال نينتندو دايركت، كشفت نينتندو عن لعبة جديدة تعتمد على سياق كيربي: تربل ديلوكس تسمى كيربي: بلانيت روبوبوت. هذه اللعبة هي ثاني لعبة كيربي يتم إصدارها على نينتندو 3دي أس. تم إصداره جنبًا إلى جنب مع مجموعة من شخصيات أميبو المصممة لسلسلة كيربي، بما في ذلك أميبو وادل ديي المُعلن عنها حديثًا، في 28 أبريل 2016 في اليابان، و 10 يونيو 2016 في أمريكا الشمالية وأوروبا، و 11 يونيو 2016 في أستراليا. اللعبة متوافقة مع أميبو الأخرى. يتضمن أيضًا لعبتين صغيرتين جديدتين، تدعى كيربي 3دي رامبل وكيربي تيم كلاش، الأولى هي لعبة أكشن ثلاثية الأبعاد تعتمد على الحلبة حيث يستخدم كيربي شهيقه لهزيمة مجموعات كبيرة من الأشرار ليجمعوا النقاط ويحققوا درجة عالية ، والأخيرة كونها مزيجًا من القتال والنظام الأساسي وتقمص الأدوار. يمكن للاعبين الوصول إلى المستوى 10، ويمكنهم اللعب مع الذكاء الاصطناعي أو الأصدقاء الآخرين.
في نينتندو دايركت في أبريل 2017، تم الإعلان عن ثلاث ألعاب كيربي جديدة بمناسبة الذكرى السنوية الخامسة والعشرين لـ كيربي. كانت اللعبة الأولى هي تيم كيربي كلاش ديلوكس، وهي نسخة مطورة من لعبة كيربي: بلانيت روبوبوت المصغرة «تيم كيربي كلاش». تم الإعلان عنها وإصدارها في 12 أبريل. وكانت اللعبة الثانية هي لعبة كيربيز بلوأوت بلاست، وهي نسخة مطورة من لعبة كيربي: بلانيت روبوبونت المصغرة «كيربي 3دي ارمبل» التي تم إصدارها في 4 يوليو 2017 في اليابان وفي 6 يوليو 2017 في أمريكا الشمالية وأوروبا وأستراليا. كانت اللعبة الثالثة هي كيربي باتل رويال، وهي لعبة قتال متعددة اللاعبين تم إصدارها في 3 نوفمبر 2017 في أوروبا وأستراليا، 30 نوفمبر 2017 في اليابان، و 19 يناير 2018 في أمريكا الشمالية.
في معرض الترفيه الإلكتروني 2017، كشفت نينتندو عن جزء جديد لـ نينتندو سويتش، كيربي ستار آلايس. تم إصدار اللعبة في 16 مارس 2018. يمكن لـ كيربي رمي قلوب الصديق لتحويل الأعداء إلى حلفاء يتحكم فيهم الكمبيوتر أو اللاعب، وهو نوع مختلف من "Helper System" من كيربي سوبر ستار. تعود «مجموعات الطاقة» من كيربي 64: ذا كريستال شاردز وكيربي: سكويك سكواد. يمكن لـ كيربي أيضًا استدعاء «دريم فريندز»، والذي يتكون من شخصيات كيربي الرئيسية التي تؤدي دور المساعدين، والتي تشمل كينغ ديديدي وميتا نايت وبانادا وادل ديي وريك وكاين وكوو وماركس وغووي وأديليني أند ريببون ودارك ميتا نايت وداروتش وماغولور وتارانزا وسوسي وذا ثري ميج سيسترز (فرانسيكا وفلامبيرج وزان بارتيزان).
في سبتمبر 2019، أصدرت نينتندو لعبة كيربي جديدة على السويتش بعنوان، سوبر كيربي كلاش، على متجر نينتندو إي شوب.

### عقد 2020
في سبتمبر 2020، أصدرت نينتندو لعبة كيربي جديدة على السويتش بعنوان، كيربي فايترز 2، على متجر إي شوب، كخليفة لـ كيربي فايترز ديلوكس. قبل الكشف الرسمي عن اللعبة، تم تسريبها على موقع بلاي نينتندو، ولكن تم حذفها لاحقًا. تتوسع اللعبة في الإصدار السابق بألعاب جديدة وقدرة إضافية، المصارع.

## العالم الخيالي
عالم اللعبة الخيالي هو دريم لاند، بلد على كوكب بوبستار. يشبه بوبستار نجمة خماسية محاطة بحلقتين قطريتين.
في حين أن معظم مغامرات كيربي تجري على بوبستار، فإن رحلاته تحدث أحيانًا على نطاق بين الكواكب؛ كما هو الحال في كيربي 64: ذا كريستال شاردز وميلكي واي ويشيز من كيربي سوبر ستار وكيربيز ريترن تو دريم لاند وكيربي ستار آلايس.

## طبيعة البطل
كيربي هو كائن فضائي كروي صغير، وردي اللون، ذو أقدام حمراء، وأذرع شبيهة برفرف قصير، وأحمر خدود وردي. يشار إليه على أنه ذكر في سلسلة الرسوم المتحركة، ويوصف بأنه صبي صغير في دليل تعليمات لعبة كيربيز دريم لاند. جسده ناعم ومرن، مما يسمح له بشد فمه لاستنشاق الأعداء أو نفخ نفسه بالهواء والطفو. وفقًا لدليل تعليمات سوبر سماش برذرز، يبلغ طوله 8 بوصات؛ يتناقض هذا في دريم لاند 3 وكيربي 64، حيث يظهر الأول كيربي على ارتفاع الركبة تقريبًا مقارنةً بساموس أران والأخير يظهر أنه أقصر ببضع بوصات من الفتاة البشرية أديلين.
ينحدر كيربي من بلد دريم لاند على كوكب بوبستار، حيث يعيش في منزل مقبب. تغير مظهره بمهارة على مر السنين، وأصبح أكثر تقريبًا وتحديدًا، خاصة في وجهه وعينيه الأكبر حجمًا. تم استخدام التصميم الجديد في جميع الألعاب اللاحقة.
لا يتحدث كيربي بشكل شائع، ويقتصر بشكل أساسي على همهمات، وصيحات، ومقاطع أحادية المقطع في ألعاب مثل سوبر سماش برذرو وكيربي 64. ومع ذلك، فهو يتحدث في القصص المكتوبة في كتيبات إرشادات بعض الألعاب. نادرا ما يتحدث داخل اللعبة، والاستثناء الوحيد هو كيربي أفالانتش. يروي وظائف قدرات النسخ في قائمة البداية في كيربيز نايتمير إن دريم لاند وكيربي أند ذي أميزينغ ميررور وكيربي: سكويك سكواد. معظم الحديث داخل اللعبة هو كيربيز ستار ستاكر، حيث يشرح كيربي قواعد اللعبة وطريقة اللعب. كيربي لديه حوار في كيربيز إيبك يارن، ولكن يتم التحدث به جميعًا من خلال راوي اللعبة.

## الملاحظات
1. ↑  تعرف في اليابان بإسم: هوشي نو كابي (بالإنجليزية: Hoshi no Kābī‎؛ باليابانية: 星のカービィ؟)
2. ↑  (باليابانية: カービィのおもちゃ箱)
3. ↑  (باليابانية: プププランド)